# Lispocephala secura
Lispocephala secura är en tvåvingeart som beskrevs av Ma 1981. Lispocephala secura ingår i släktet Lispocephala och familjen husflugor. Inga underarter finns listade i Catalogue of Life.